# Go-Fushimi Tennō
Go-Fushimi Tennō (後伏見天皇?) (5 de abril de 1288 – 17 de mayo de 1336) fue el 93.º emperador de Japón, según el orden tradicional de sucesión. Reinó entre 1298 y 1301. Antes de ser ascendido al Trono de Crisantemo, su nombre personal (imina) era Príncipe Imperial Tanehito (胤仁親王 Hirohito-shinnō?)

## Genealogía
Fue el hijo mayor de Fushimi Tennō, pertenecía a la rama Jimyōin-tō de la Casa Imperial.
- Dama de honor: Saionji (Fujiwara) ?? (西園寺（藤原）寧子)

- Primera hija: Princesa Imperial ?? (珣子内親王)
- Tercer hijo: Príncipe Imperial Kazuhito (futuro 1º Pretendiente del Norte Emperador Kōgon)
- Quinto hijo: Príncipe Imperial ?? (景仁親王)
- Segunda hija: Princesa Imperial ?? (兼子内親王)

Noveno hijo: Príncipe Imperial Yutahito (豊仁親王, futuro 2º Pretendiente del Norte Emperador Kōmyō)

## Biografía
El Príncipe Tanehito fue nombrado Príncipe de la Corona en 1289, cuando apenas tenía un año de edad.
En 1298, su padre, Fushimi Tennō abdica a favor de su hijo de diez años, quien asume al trono con el nombre de Emperador Go-Fushimi.
Tras las presiones de la rama Daikakuji-tō, quien obtuvo mayor poder, obliga la abdicación del Emperador Go-Fushimi, a los trece años, en 1301. 
No obstante, en 1308, su hermano menor asume el trono como Hanazono Tennō. El Emperador Go-Fushimi actúa como Emperador Enclaustrado con su hermano, entre 1313 y 1318, cuando abdicó.
Como Emperador Enclaustrado, las dos ramas imperiales negocian con el shogunato Kamakura y establecen el Acuerdo Bunpō, en donde el trono sería alternado entre las dos líneas, cada diez años. El Acuerdo sería roto por Go-Daigo Tennō.
El Emperador Go-Fushimi fue el autor de una famosa petición al dios del Santuario Kamo para que ayudase a su hijo a ganar el trono. La petición fue realizada, pero ocurrió 33 años después de su abdicación, cuando el Emperador Kōgon asumió el trono e inició una dinastía de emperadores de la Corte Norte, que era apoyado por el shogunato Ashikaga.
En 1336 fallece a los 48 años de edad.

## Kugyō
- Sesshō:
- Daijō Daijin
- Sadaijin:
- Udaijin:
- Nadaijin:
- Dainagon:

## Eras
- Einin (1293 – 1299)
- Shōan (1299 – 1302)